# Jan-Willem Rozenboom
Jan-Willem Rozenboom (1974) is een Nederlands pianist, componist en muziekproducent die intensief samenwerkt met Guus Meeuwis. Rozenboom was lid van diens oorspronkelijke begeleidingsband Vagant en bleef ook daarna als vaste pianist lid van Meeuwis' band. Samen met Meeuwis schreef Rozenboom ook hits als Brabant, Toen ik je zag en Tranen gelachen.
Naast zijn werkzaamheden met Meeuwis is Rozenboom ook actief als klassiek pianist. Hij studeerde in 2000 cum laude af aan het Brabants Conservatorium bij Alexander Hrisanide en studeerde daarna bij Rian de Waal. 
In 2015 bracht Rozenboom een opname uit van Bachs Goldbergvariaties, in 2019 gevolgd door een opname van werken van Schubert. Beide opnamen werden gevolgd door theatertournees. Vervolgens toerde hij ook met eigen Bach-transcripties. In 2024 treedt Rozenboom wederom op met de Goldbergvariaties.